# Bahamas nos Jogos Pan-Americanos de 2015
Bahamas competiu nos Jogos Pan-Americanos de 2015 em Toronto de 10 a 26 de julho de 2015. O país competiu em 5 esportes com 38 atletas e conquistou duas medalhas de ouro.